# Délire mystique
Un délire mystique (du latin delirium mysticum) est un trouble psychique et psychiatrique impliquant des illusions ou hallucinations de l'esprit en rapport avec des idées spirituelles et/ou religieuses.